# Harold Crawshaw
Harold Crawshaw (18 tháng 2 năm 1912 – 1971) là một cầu thủ bóng đá người Anh thi đấu ở Football League cho Mansfield Town, Nottingham Forest và Portsmouth.